# Pleuroprion murdochi
Pleuroprion murdochi är en kräftdjursart som först beskrevs av Benedict 1898.  Pleuroprion murdochi ingår i släktet Pleuroprion och familjen Antarcturidae. Inga underarter finns listade i Catalogue of Life.